# Шелер, Макс
Макс Ше́лер (нем. Max Scheler; 22 августа 1874, Мюнхен, Королевство Бавария, Германская империя — 19 мая 1928, Франкфурт-на-Майне, Веймарская республика) — немецкий философ и социолог, один из основоположников философской антропологии.

## Биография
Родился 22 августа 1874 года в Мюнхене в семье последовательницы ортодоксального иудаизма Софии Шелер (1844—1915) и протестанта Готлиба Шелера (1831—1900), который ради женитьбы принял иудаизм. В 1894 году заканчивает мюнхенскую гимназию. В 1894/1895 учебном году изучает медицину, философию и психологию в Мюнхенском университете. Затем переводится в Берлинский университет, где изучает социологию и философию у Г. Зиммеля и В. Дильтея. В 1896/1897 году изучает философию у Р. Эйкена и О. Либмана, национальную экономию у И. Пиерстофа и географию у Ф. Регеля. В декабре 1897 года под руководством Рудольфа Эйкена защищает диссертацию на тему «Введение в установление отношений между логическими и этическими принципами», которая в 1899 году была издана в Йене. В 1899 году после стажировки в университете Гейдельберга проходит хабилитацию в Йене.
20 сентября 1899 года официально принимает католичество. 2 октября 1899 года женится на Амелии Оттилии.
В 1900—1905 годы работает в Йенском университете в звании приват-доцента. В январе 1902 впервые встречается с Э. Гуссерлем в Галле.
23 декабря 1906 года в семье Шелеров рождается сын Вольфганг.
В 1906 году Шелер — приват-доцент в университете Мюнхена. В 1907—1910 годах активно сотрудничает с мюнхенскими и геттингенскими феноменологами.
В мае 1910 года из-за скандала по поводу поведения, недостойного преподавателя университета, Шелер лишается должности приват-доцента и становится приглашённым лектором. В 1910—1911 годах переезжает в Геттинген и сотрудничает в основанном Гуссерлем «Геттингенском философском обществе».
В 1912 году разводится с Амелией Оттилией и женится на Марии Фуртвенглер (1891—1971), дочери археолога Адольфа Фуртвенглера.
В том же году в «Журнале по психопатологии» публикуется его работа «О ресентименте и моральной оценке», переизданная затем в расширенном виде под названием «Ресентимент в структуре моралей» в сборнике 1915 года «Избранные трактаты и статьи». В 1913—1928 годах вместе с А. Пфендером, М. Гейгером и А. Райнахом редактирует «Ежегодник по философии и феноменологическим исследованиям».
В 1913 году издаёт книгу «К феноменологии и теории симпатии и о любви и ненависти», переработанную и изданную в 1923 году под названием «Сущность и формы симпатии». Также в 1913 году в «Ежегоднике по философии и феноменологическим исследованиям» публикуется первая часть фундаментальной работы Шелера «Формализм в этике и материальная этика ценностей». В 1914 году публикуется исследование «Феноменология и теория познания».
В 1915 году Шелер издаёт работу «Гений войны и немецкая война». В 1916 году публикуются вторая часть «Формализма в этике», работы «Война и возрождение» и «Ordo amoris». В 1917 году выходит трактат «Причины ненависти к немцам».
В 1919 году Шелер становится одним из директоров Института социальных наук Кёльнского университета. В 1919—1928 годах Шелер — профессор этого университета.
В 1923 году разводится с Марией Фуртвэнглер.
В 1920 году знакомится с Марией Шеей /Scheu/ (1892—1969), на которой он женится в 1924 году и от которой 28 мая 1928 года, уже после смерти Шелера, родится его сын Макс Георг. Мария Шелер станет редактором Собрания сочинений Макса Шелера.
В 1921 году выходит сборник его работ «О вечном в человеке». В 1922 году публикуется работа «Современная немецкая философия».
В 1923 году публикуются «Сочинения по социологии и теории мировоззрения». В 1924 году выходит работа «Проблемы социологии знания». В 1926 году публикуется книга «Формы знания и общество». В 1927 году Шелер читает в Дармштадте в «Школе мудрости» доклад «Особое положение человека», затем переработанный и получивший название «Положение человека в космосе». В 1928 году Шелер получает приглашение на должность профессора философии и социологии Франкфуртского университета и переезжает во Франкфурт. Умер во Франкфурте-на-Майне 19 мая 1928 года. Похоронен в Кёльне на Южном кладбище.
Творчество Шелера принято разделять на два этапа. Первый этап охватывает период между 1897 и 1920—1922 годами. В это время Шелер исследует вопросы этики, чувств, религии, политической философии. Во второй период, с 1920—1922 по 1928 годы, Шелер предлагает трактовку Божества как незавершённого, становящегося вместе со становлением космоса и человеческой истории. В работе «Положение человека в Космосе» (1928) предлагается «грандиозное видение постепенного самостановящегося объединения человека, Божества и мира. У этого сходящегося процесса есть две полярности: разум, или дух, с одной стороны, и порыв — с другой. Идеи разума, или духа, бессильны, если они не вступают в практику, или не реализуются в жизни и практических ситуациях, которые созданы порывом и человеческими побуждениями. (…) Люди, однако, метафизически „вне“ космоса, вследствие способности делать своим объектом всё от атома до самого космоса».

## Философская антропология
Главной задачей философской антропологии Шелер считал раскрытие сущности человека, то есть ответ на вопрос: что есть человек? «И религии и философемы, — писал он, — до сих пор старались говорить о том, каким образом и откуда возник человек, вместо того чтобы определить, что он есть». При этом Шелер отчётливо осознавал сложность нахождения ответа на этот вопрос, поскольку «человек столь широк, ярок и многообразен, что все его определения оказываются слишком узкими». Ядро философско-антропологических воззрений раннего и среднего периодов творчества Макса Шелера составляет концепция человека как существа любящего (ens amans); в поздний период она отходит на второй план, сохраняя, тем не менее, фундаментальное значение. Человек, понимаемый на протяжении истории философии по-разному (как «политическое животное», «существо мыслящее», «существо волящее»), для М. Шелера оказывается, прежде всего, ens amans, существом любящим:

Человек, прежде чем он есть ens cogitans или ens volens, есть ens amans.

Прежде всего, Макс Шелер определяет любовь как интенцию по отношению к объекту, в котором обнаружена ценность:216. С идеей о том, что сущность человека состоит в любви, связана у М. Шелера концепция ordo amoris, определяемое как взаимоотношение, структура актов любви и ненависти, их порядок, данный или должный.
В философии позднего Шелера речь идёт о двойственной основе сущего (ens per se), состоящей из энергетически самостоятельного, мощного «порыва» и бессильного «духа». Для ens per se, по Шелеру, характерно то, что поток действующих в нём сил идёт снизу вверх: каждая высшая форма бытия опирается на энергию низших форм. Противоположность «порыва и духа» предстаёт в учении Шелера как полярная противоположность онтологически изначальных потенций, которые встречаются в человеке. Понятие «порыва» охватывает хаотические силы неорганической природы и поток «жизни», а также экономические, политические и демографические аспекты истории. Понятие «духа» обозначает высшие идеальные, эмоционально-ценностные формы бытия как в личностных измерениях, так и в более широком плане содержания культуры. «Центр актов, — говорит Шелер, — в котором дух проявляется в области конечного бытия, мы хотим обозначить понятием личности, радикально отличным от всех функциональных центров „жизни“, которые при рассмотрении их изнутри называются „душевными центрами“».
Трансцендирование за пределы «жизни» — наиболее существенный признак человеческого бытия, при этом у позднего Шелера человек устремлён к реализации своего собственного сущностного начала, в измерениях которого божественное сливается с человеческим; божество в этом философском учении мыслится как становящееся в человеке и человечестве, человек понимается не как творение Бога, а как «соавтор» (Mitbildner) великого синтеза изначальных онтологических потенций.
Глубинную сущность способности человеческого духа к дистанцированию от действительности Шелер находит в актах «идеирующей абстракции», в них человеческий дух восходит в царство чистых сущностей, проникает в последние основания бытия.
Деятельность «духа», по Шелеру, опирается на силу инстинктов, поставленных «духом» себе на службу, сам по себе «дух» бессилен. Самые возвышенные идеи остаются нереализованными, если они не опираются на энергию инстинктов. «Дух» должен не отрицать инстинкты, а вовлекать их в сферу своего действия.
Однако в «порыве» Шелер видел также великое начало бытия; силы жизни вносят яркое многообразие в реальное существование человека. По Шелеру, эти две стихии не могут полностью слиться в процессе осуществления их синтеза.
Жизнь есть поток переживаний. В его основании лежит порыв как стремление (влечение); влечение детерминирует сменяемость переживаний.

## Сочинения
- «Die transzendentale und die psychologische Methode», 1900
- Versuche einer Philosophic des Lebens. Nietzsche — Dilthey — Bergson. — 1913
- «Der Genius des Krieges und der deutsche Krieg», 1915
- «Krieg und Aufbau», 1916
- «Von Ewigen im Menschen», 1921
- «Wesen und Formen der Sympathie», 1923
- «Schriften zur Soziologie und Weltanschauungslehre», 1923—1924
- «Die Formen des Wissens und die Bildung», 1925
- «Die Wissensformen und die Gesellschaft», 1926
- «Die Stellung des Menschen im Kosmos», 1928
- «Zur Ethik und Erkenntnislehre», 1933

### Переводы на русский язык
- Шелер М. О социологии позитивной науки // Социс, 1984, № 4.
- Шелер М. Положение человека в Космосе (пер. А. Ф. Филиппова) // Проблема человека в западной философии: Переводы / Сост. и послесл. П. С. Гуревича; Общ. ред. Ю. Н. Попова. — М.: Прогресс, 1988. — С. 31—95.
- Шелер М. О феномене трагического // Проблемы онтологии в современной буржуазной философии. / Отв. ред. Т. А. Кузьмина. — Рига: «Зинатне», 1988. — С. 298—317. — ISBN 5-7966-0003-6
- Шелер М. Человек и история // Человек: образ и сущность: (Гуманитарные аспекты). Ежегодник. — М., 1991. — С. 133—159.
- Шелер М. Формы знания и образование // Человек. — 1992, № 4, с. 85—96; № 5, с. 63—75.
- Шелер М. Человек и история // THESIS: Теория и история экономических и социальных институтов и систем. — 1993. — Т. 1, № 3. — С. 132—154.
- Шелер М. Ordo amoris // Трактаты о любви / РАН, Ин-т философии, Центр этич. исслед.; Сост. О. П. Зубец. — М.: Институт философии РАН, 1994. — С. 77—100.
Шелер М. Сущность и формы симпатии (часть a, i - ii) / Перевод с немецкого: 	Даниил Дорофеев, Алла Шапкина ; Главный редактор: Наталья Артеменко // HORIZON  Феноменологические исследования. — 2017. — Т. 6, № 2. — С. 303-319. — ISSN 2311-6986. — doi:10.21638/2226-5260-2017-6-2-303-319.
- Шелер М. Избранные произведения / Пер. с нем.; сост., науч. ред., предисл. Денежкина А. В.; послесл. Л. А. Чухиной. — М.: Гнозис, 1994.
- Шелер М. Формы знания и общество: сущность и понятие социологии культуры / Пер. с нем А. Н. Малинкина // Социологический журнал. — 1996. — № 1/2. текст (недоступная ссылка)
- Шелер М. Ресентимент в структуре моралей: Введение и глава 1 / Пер. нем. А. Н. Малинкина // Социологический журнал. — 1997. — № 4. — С. 79—115.
- Шелер М. Ресентимент в структуре моралей = Das ressentiment im aufbau der moralen / Пер. с нем. А. Н. Малинкина. — СПб.: Наука: Университетская книга, 1999. — 231 с. — (Слово о сущем). — ISBN 5-02-026812-7; ISBN 5-7914-0040-3.
- Шелер М. Социология знания / Пер. с нем. А. Н. Малинкина // Теоретическая социология: Антология: В 2 ч. / Пер. с англ., фр., нем., ит.; сост. и общ. ред. С. П. Баньковской. — М.: Книжный дом «Университет», 2002. — Ч. 1. — С. 160—171. — ISBN 5-8013-0151-8.
- Шелер М. Философские фрагменты из записных книжек последнего года жизни (недоступная ссылка — история) // Топос : философско-культурологический журнал. — 2004. — № 1 (8). — С. 27—42. — ISSN 1815-0047.
- Шелер М. Особое метафизическое положение человека (недоступная ссылка — история) // Топос : философско-культурологический журнал. — 2004. — № 1 (8). — С. 43—57. — ISSN 1815-0047.
- Шелер М. Университет и народный университет / Пер. А. Малинкина // Логос. — 2005. — № 6 (51). — С. 60—97.
- Шелер М. О сущности философии и моральной предпосылки философского познания // Антология реалистической феноменологии / Составители: Дмитрий Атлас, Виталий Куренной. — Москва: Институт философии, теологии и истории св. Фомы, 2006. — 744 с. — (Bibliotheca Ignatiana). — ISBN 5-94242-024-6
- Шелер М. Философские фрагменты из рукописного наследия / Пер. М. Хорькова. — Институт философии, теологии и истории св. Фомы, 2007. — 384 с. — (Bibliotheca Ignatiana). — 1000 экз. — ISBN 978-5-94242-033-8.
- Шелер М. Проблемы социологии знания / Пер. А. Малинкина. — М.: Институт общегуманитарных исследований, 2011. — 320 с. — (Книга света). — 1000 экз. — ISBN 978-5-88230-265-7.
- Шелер М. О сущности философии: работы разных лет / Пер. с нем. А. Н. Малинкина. — М.: Центр гуманитарных инициатив, 2020. — 352 с. — (Книга света). — 500 экз. — ISBN 978-5-98712-039-2.
- Шелер М. О национальных идеях больших наций // Социологические исследования. — 2022. — № 8. — С. 7—15.